# NGC 876
NGC 876 is een spiraalvormig sterrenstelsel in het sterrenbeeld Ram. Het hemelobject werd op 22 november 1854 ontdekt door de Ierse astronoom William Parsons.

## HD 14192 en HD 14108
Vanaf de aarde gezien bevindt het stelsel NGC 876 zich, samen met NGC 877, schijnbaar net ten noordnoordwesten van de ster HD 14192. Iets minder dan een kwart graad ten westen van HD 14192 is HD 14108 te vinden die de sterrenstelsels NGC 870 en NGC 871 als gezelschap heeft. Amateurastronomen kunnen HD 14192 en HD 14108 aanwenden als gidssterren om de vier sterrenstelsels op te sporen.

## Synoniemen
- PGC 8770
- UGC 1766
- MCG 2-6-57